# Decorație (onorifică)
O decorație este o distincție remisă, de obicei, de către un stat unei persoane fizice sau juridice (de exemplu unui oraș, unei unități militare, unui vapor, unei instituții de învățământ etc.) ca recunoaștere a unui serviciu civil sau militar. Decorația se marcheză fizic prin portul unei insigne metalice (adesea o medalie sau o cruce), suspendată printr-o panglică.
Decorația poate fi un „ordin”, care este o decorație superioară „medaliei”.

## Etimologie
Cuvântul românesc decorație face parte din așa-numitele cuvinte cu etimologie multiplă: franceză décoration, latină decoratio, decorationis, germană Dekoration. Atât francezul décoration, cât și germanul Dekoration au ca etimologie cuvântul latinesc din Antichitatea târzie decoratio, decorationis. Acesta este un derivat al cuvântului din latină decorō, decorāre, decorāvi, decorātum, „a împodobi”, „a decora”, iar figurat „a onora”.